# Jemenský rijál
Jemenský rijál (arabsky ريال يمني) je zákonným platidlem v Jemenu. Mezinárodní ISO kód měny je YER. Název „rijál“ má jemenská měna společný s několika dalšími měny arabských států. Jedna setina rijálu nese název fil, ale vzhledem k nízké kupní hodnotě měny se v oběhu žádné mince filů nevyskytují. Ke květnu 2021 byl směnný kurz k české koruně přibližně 100 rijálů = 8,667 korun.
Jemenský rijál byl do oběhu uveden v roce 1990 při sjednocení Jižního a Severního Jemenu, kdy nahradil do té doby použivané jihojemenské dináry a severojemenské rijály.

## Mince a bankovky
Mince v oběhu mají nominální hodnoty 1, 5, 10, 20 rijálů. Bankovky mají nominální hodnoty 50, 100, 200, 250, 500, 1000 rijálů.